# マルロン・ロドリゲス・シャヴィエル
マルロン（Marlon）こと、マルロン・ロドリゲス・シャヴィエル（Marlon Rodrigues Xavier 、1997年5月20日 - ）は、ブラジル・カスカヴェウ出身のプロサッカー選手。クルゼイロEC所属。ポジションは、ディフェンダー（レフトバック）。

## クラブ歴
2015年11月7日、1-0で勝利したホームのボタフォゴ戦でプロデビューを果たした。ブラジルのクリシューマとフルミネンセでキャリア初期を過ごした後、2019年8月5日、ボアヴィスタFCにローン移籍で加入した。